# Querqueville
Querqueville és un municipi francès situat al departament de la Manche i a la regió de Normandia. L'any 2007 tenia 5.510 habitants.

## Demografia

### Població
El 2007 la població de fet de Querqueville era de 5.510 persones. Hi havia 1.821 famílies de les quals 342 eren unipersonals (125 homes vivint sols i 217 dones vivint soles), 567 parelles sense fills, 760 parelles amb fills i 152 famílies monoparentals amb fills.
La població ha evolucionat segons el següent gràfic:
Habitants censats

### Habitatges
El 2007 hi havia 1.912 habitatges, 1.827 eren l'habitatge principal de la família, 34 eren segones residències i 50 estaven desocupats. 1.734 eren cases i 174 eren apartaments. Dels 1.827 habitatges principals, 1.173 estaven ocupats pels seus propietaris, 632 estaven llogats i ocupats pels llogaters i 22 estaven cedits a títol gratuït; 20 tenien una cambra, 59 en tenien dues, 175 en tenien tres, 569 en tenien quatre i 1.004 en tenien cinc o més. 1.382 habitatges disposaven pel capbaix d'una plaça de pàrquing. A 879 habitatges hi havia un automòbil i a 774 n'hi havia dos o més.

### Piràmide de població
La piràmide de població per edats i sexe el 2009 era:
| Homes | Edats   | Dones |
| ----- | ------- | ----- |
| 0     | 95 o +  | 0     |
| 0     | 90 a 94 | 4     |
| 0     | 85 a 89 | 4     |
| 28    | 80 a 84 | 24    |
| 92    | 75 a 79 | 64    |
| 76    | 70 a 74 | 120   |
| 84    | 65 a 69 | 116   |
| 80    | 60 a 64 | 96    |
| 116   | 55 a 59 | 112   |
| 140   | 50 a 54 | 168   |
| 200   | 45 a 49 | 148   |
| 196   | 40 a 44 | 180   |
| 192   | 35 a 39 | 228   |
| 204   | 30 a 34 | 200   |
| 144   | 25 a 29 | 152   |
| 104   | 20 a 24 | 68    |
| 224   | 15 a 19 | 192   |
| 236   | 10 a 14 | 272   |
| 244   | 5 a 9   | 220   |
| 180   | 0 a 4   | 176   |

## Economia
El 2007 la població en edat de treballar era de 3.656 persones, 2.674 eren actives i 982 eren inactives. De les 2.674 persones actives 2.416 estaven ocupades (1.385 homes i 1.031 dones) i 257 estaven aturades (103 homes i 154 dones). De les 982 persones inactives 267 estaven jubilades, 381 estaven estudiant i 334 estaven classificades com a «altres inactius».

### Ingressos
El 2009 a Querqueville hi havia 1.818 unitats fiscals que integraven 4.997,5 persones, la mediana anual d'ingressos fiscals per persona era de 17.649 €.

### Activitats econòmiques
Dels 91 establiments que hi havia el 2007, 1 era d'una empresa alimentària, 7 d'empreses de fabricació d'altres productes industrials, 2 d'empreses de construcció, 17 d'empreses de comerç i reparació d'automòbils, 2 d'empreses de transport, 3 d'empreses d'hostatgeria i restauració, 11 d'empreses financeres, 2 d'empreses immobiliàries, 14 d'empreses de serveis, 19 d'entitats de l'administració pública i 13 d'empreses classificades com a «altres activitats de serveis».
Dels 23 establiments de servei als particulars que hi havia el 2009, 1 era una oficina de correu, 5 oficines bancàries, 5 tallers de reparació d'automòbils i de material agrícola, 2 autoescoles, 1 paleta, 1 fusteria, 6 perruqueries, 1 restaurant i 1 saló de bellesa.
Dels 10 establiments comercials que hi havia el 2009, 1 era, 1 un supermercat, 1 una gran superfície de material de bricolatge, 1 una botiga de menys de 120 m², 2 carnisseries, 1 una carnisseria, 1 una botiga de roba, 1 una botiga d'equipament de la llar i 1 una joieria.
L'any 2000 a Querqueville hi havia 6 explotacions agrícoles.

## Equipaments sanitaris i escolars
El 2009 hi havia 2 farmàcies i 1 ambulància.
El 2009 hi havia 2 escoles maternals i 2 escoles elementals. A Querqueville hi havia 1 col·legi d'educació secundària i 1 liceu tecnològic. amb 535 alumnes.

## Poblacions més properes
El següent diagrama mostra les poblacions més properes.